# سلحفاة ذات غطاء أملس
سلحفاة ذات غطاء أملس أو الترسيات (بالإنجليزية: softshells) (باللاتينية: Trionychidae)، هي فصيلة سلاحف مفلطحة الشكل والغطاء العلوي مغطي بطبقة جلدية ناعمة ولها رقبة طويلة تشبه رقبة الثعبان وطولها يصل إلى 12 بوصة وهي من تعض وغذائها أساسي المواد النباتية، و هي تختلف عن باقي السلاحف ذات غطاء صلب الذي تختبئ داخله لحمايتها من مخاطر محيطها .